# Maria Creuza
Maria Creuza Silva Lima, conosciuta come Maria Creuza (Esplanada, 26 febbraio 1944), è una cantante brasiliana di samba e bossanova.
Famosa negli anni '70 e '80 in particolare per le sue collaborazioni con Vinícius de Moraes, Francis Hime e Toquinho. Le sue canzoni più conosciute sono Festa no terreiro de Alaketu di A. Carlos Pinto, Mas que doidice (di Antônio Carlos e Jocáfi), Eu disse adeus (di Roberto Carlos), Pois é (Chico Buarque e Tom Jobim), Eu sei que vou te amar (di Tom Jobim e Vinícius de Moraes) e Você abusou.

## Biografia
Nel 1966, al festival O Brasil Canta - trasmesso all'epoca dalla TV Excelsior - María Creuza interpretò la canzone del compositore Antônio Carlos Pinto “Se non ci fosse Maria”, in spagnolo “Si no hubiera María”, che ebbe un grande successo.
Nel 1970, a seguito di una stagione di spettacoli a Buenos Aires, su iniziativa di Vinícius de Moraes, che aveva invitato ad unirsi a lui con Toquinho aveva partecipato all'album Grabado en Buenos Aires con Maria Creuza y Toquinho..

## Discografia
- Festa no terreiro de Alaketu/Aboliçã (1967)
- Grabado en Buenos Aires con Maria Creuza y Toquinho (1970)
- Yo... Maria Creuza (1971) RGE LP, CD
- Maria Creuza (1972) RGE LP
- Eu sei que vou te amar. Vinicius de Moraes, Maria Creuza e Toquinho (1972) RGE LP
- Eu disse adeus (1973) RCA Victor LP
- Sessão nostalgia (1974) RCA Victor LP
- Maria Creuza e os grandes mestres do samba (1975) RCA Victor LP
- Meia noite (1977) RCA Victor LP
- Doce veneno (1978) RCA Victor LP
- Pecado (1979) RCA Victor LP
- Maria Creuza (1980) RCA Victor LP
- Sedução (1981) RCA Victor LP
- Poético (1982) RCA Victor LP
- Paixão acesa (1985) Arca Som LP
- Pura magia (1987) Arca Som LP
- Da cor do pecado (1989) Som Livre LP
- Com açúcar e com afeto (1989)
- La Mitad del Mundo/A Metade do Mundo (1999) Zanfonia CD
- Você e eu (2003) Albatroz CD
- Maxximum (Maria Creuza) (2005) Sony BMG CD
- Maria Creuza ao vivo (2006) Albatroz CD
- Creuza e Gabriel (2007)  Albatroz CD